# Станкевич, Артём Александрович
Артём Александрович Станкевич (бел. Арцём Аляксандравіч Станкевіч; род. 26 мая 2005, Сморгонь, Гродненская область) — белорусский футболист, полузащитник клуба «Сморгонь».

## Карьера
Воспитанник футбольной академии «Сморгони». В январе 2022 года футболист перешёл в гродненский «Неман», а в июле того же года стал игроком борисовского БАТЭ, в обоих клубах выступая за юношеские команды. В начале 2023 года футболист вернулся в «Сморгонь», став выступать за дублирующий состав. За основную команду клуба дебютировал 1 октября 2023 года в матче против гродненского «Немана», выйдя на замену на 80 минуте. По итогу дебютного сезона футболист провёл за основной состав 2 матча в чемпионате.
Новый сезон за клуб футболист начал 16 марта 2024 года с матча против минского «Динамо», выйдя на замену в начале второго тайма.